# Alicia en el país de las maravillas (película de 1933)
Alicia en el país de las maravillas (Alice in Wonderland) es una película estadounidense. La cuarta película que adapta la obra de Lewis Carroll Las aventuras de Alicia en el país de las maravillas. Estrenada en 1933, a raíz del centenario del nacimiento de Lewis Carroll en 1832, se trata de una lujosa adaptación de la Paramount que reunió a todo su elenco de estrellas para interpretar los diferentes personajes de la historia. Gran parte de la película es en acción real, excepto el segmento de "La Morsa y el Carpintero", que fue animada por el estudio de Max Fleischer.
Algunas de las estrellas que participaron en la película fueron Charlotte Henry como Alicia, W. C. Fields como Humpty Dumpty, Edna May Oliver como la Reina Roja, Cary Grant como la Falsa Tortuga, Gary Cooper como el Caballero Blanco, Edward Everett Horton como el sombrerero, Charles Ruggles como la Liebre de Marzo o Baby LeRoy como el Comodín.
Esta versión fue dirigida por Norman Z. McLeod, a partir de un guion de Joseph L. Mankiewicz basado en las obras de Carroll Las aventuras de Alicia en el país de las maravillas y A través del espejo y lo que Alicia encontró allí. Aunque, principalmente, el guion estuvo basado en la contemporánea adaptación teatral de Eva Le Gallienne y Florida Friebus.
La película se emite ocasionalmente en canales de televisión por cable como Turner Classic Movies. Originalmente duraba unos 90 minutos, pero cuando los estudios Universal compraron los derechos televisivos a finales de los años 50 fue recortada a 77 minutos. Universal reestrenó la película, en su versión recortada, en DVD el 2 de marzo de 2010. Aunque la película usa un gran elenco de actores, fue un desastre en taquilla, según algunos críticos por el maquillaje pesado dado a los actores tenían que interpretar a los personajes del libro de Carroll con la mayor fidelidad posible. Esto sumado a un libreto vago y flojo hizo que la película se convirtiera en un completo fracaso en la taquilla, lo que hizo que otros estudios cancelaran sus producciones de fantasía.

## Reparto
- Richard Arlen: Gato de Cheshire
- Roscoe Ates: Pez
- William Austin: Grifo
- Gary Cooper: Caballero Blanco
- W.C. Fields: Humpty Dumpty
- Leon Errol: Tío Silbert
- Louise Fazenda: Reina Blanca
- Alec B. Francis: Rey de Corazones
- Richard "Skeets" Gallagher: Conejo
- Cary Grant: Falsa Tortuga
- Lilian Harmer: Cocinera
- Charlotte Henry: Alicia
- Sterling Holloway: Sapo
- Roscoe Karns: Tweedle Dee
- Baby LeRoy: Joker
- Mae Marsh: Oveja
- Polly Moran: Dodo
- Jack Oakie: Tweedle Dum
- Edna May Oliver: Reina Roja
- May Robson: Reina de Corazones
- Charlie Ruggles: Liebre de Marzo
- Ned Sparks: Oruga Azul
- Ford Sterling: Rey Blanco
- Alison Skipworth: Duquesa
- Edward Everett Horton: el Sombrerero
- Jackie Searl: el Lirón